# Nathan Kabasele
Nathan Clement Kabasele (* 14. Januar 1994 in Brüssel) ist ein belgischer ehemaliger Fußballspieler kongolesischer Herkunft.

## Karriere
Kabasele entstammt der Talentschmiede des RSC Anderlecht, in dessen Profikader er zur Saison 2011/12 aufgenommen wurde. Am 21. August 2011 (4. Spieltag) debütierte Kabasele in der Jupiler Pro League gegen RAEC Mons, als er in der 66. Minute für Jonathan Legear eingewechselt wurde. Nur zwei Minuten nach seiner Einwechslung erzielte er ein Tor und bereitete in der 76. Minute ein weiteres von Lucas Biglia vor. In der Winterpause der Saison 2011/12 wechselte er zum Ligakonkurrenten KVC Westerlo, wo er in fünf Partien eingesetzt wurde. Nach einer Leihe zum FC Turin im Jahre 2013, als er jedoch ohne Einsatz wieder zurück nach Belgien kam, wurde er an den niederländischen Klub De Graafschap verliehen, wo er zum Stammspieler avancierte. Dabei wurde er in 29 Ligapartien eingesetzt, bei denen er es auf sechs Treffer brachte; zudem schaffte er es auf vier Einsätze und zwei Tore in der darauffolgenden Relegation.
Im Sommer 2017 wurde er vom türkischen Zweitligisten Gazişehir Gaziantep FK für zwei Jahre unter Vertrag genommen. Doch schon ein halbes Jahr später folgte eine sechsmonatige Ausleihe zu Royale Union Saint-Gilloise und im Anschluss der Verkauf an den FC Voluntari in Rumänien. Auch hier blieber nur eine halbe Spielzeit und war dann bis zum August 2020 vereinslos, ehe ihn der irakische Verein Al-Diwaniya FC unter Vertrag nahm.